# Mikel Thomas
Pour les articles homonymes, voir Thomas.
Mikel Thomas (né le 23 novembre 1987 à Port-d'Espagne)  est un athlète trinidadien, spécialiste du 110 m haies.

## Biographie
Le 8 juin 2013, il porte son record à 13 s 19 à Montverde, Floride, ce qui le qualifie pour les Championnats du monde à Moscou, après ses participations aux Jeux olympiques de 2008 et de 2012. Le 18 avril 2015, il court en 13 s 32 à Walnut en terminant deuxième. Le 24 juillet 2015, il bat son record personnel et national, en 13 s 17, pour remporter la médaille d'argent des Jeux panaméricains à Toronto. Il remporte également peu après le titre des Championnats NACAC 2015 à San José.

## Records
| Épreuve     | Performance  | Lieu    | Date            |
| ----------- | ------------ | ------- | --------------- |
| 110 m haies | 13 s 17 (NR) | Toronto | 24 juillet 2015 |